# Cosenza Calcio 1999-2000
Questa pagina raccoglie le informazioni riguardanti il Cosenza Calcio nelle competizioni ufficiali della stagione 1999-2000.

## Stagione
Nella stagione 1999-2000 il Cosenza allenato da Bortolo Mutti disputa il campionato di Serie B, raccoglie 48 punti con il dodicesimo posto nella classifica finale. La squadra calabrese ottiene 36 punti nelle partite interne, e 12 punti fuori casa, una media promozione al San Vito, ed una fragilità esterna, che la mantengono comunque in una posizione solida di classifica, anche se lontana dalle zone nobili. A metà campionato è sesta con 27 punti alle spalle delle migliori, poi un costante declino nel girone discendente. Nella Coppa Italia i rossoblù disputano il girone 5 che è stato vinto dalla Reggina.

## Rosa
| N. |                   | Ruolo | Calciatore              |
| -- | ----------------- | ----- | ----------------------- |
| 1  | Italia (bandiera) | P     | Francesco Ripa          |
| 2  | Italia (bandiera) | D     | Marco Colle             |
| 3  | Italia (bandiera) | D     | Stefano De Angelis      |
| 4  | Italia (bandiera) | D     | Alberto Malusci         |
| 5  | Italia (bandiera) | C     | Luca Altomare           |
| 6  | Italia (bandiera) | C     | Vincenzo Riccio         |
| 7  | Italia (bandiera) | C     | Carmelo Imbriani        |
| 8  | Italia (bandiera) | C     | Mario Alfieri           |
| 8  | Italia (bandiera) | C     | Marco Sesia             |
| 9  | Italia (bandiera) | A     | Massimiliano Varricchio |
| 9  | Italia (bandiera) | C     | Andrea Musacco          |
| 10 | Italia (bandiera) | C     | Oberdan Biagioni        |
| 11 | Italia (bandiera) | A     | Tomaso Tatti            |
| 12 | Italia (bandiera) | P     | Davide Falcioni         |
| 13 | Italia (bandiera) | D     | Cristian Silvestri      |
| 14 | Italia (bandiera) | D     | Aniello Parisi          |
| 14 | Italia (bandiera) | C     | Aladino Valoti          |
| 15 | Italia (bandiera) | C     | Alfonso Greco           |
| 16 | Italia (bandiera) | C     | Christian Manfredini    |
| 16 | Italia (bandiera) | C     | Roberto D'Aversa        |
| 17 | Italia (bandiera) | C     | Francesco Marra         |
| 18 | Italia (bandiera) | A     | Dario Di Giannatale     |

| N. |                     | Ruolo | Calciatore             |
| -- | ------------------- | ----- | ---------------------- |
| 18 | Italia (bandiera)   | A     | Francesco De Francesco |
| 19 | Italia (bandiera)   | D     | Stefano Mercuri        |
| 20 | Italia (bandiera)   | D     | Manuele Guzzo          |
| 21 | Italia (bandiera)   | A     | Stefano Gioacchini     |
| 22 | Italia (bandiera)   | P     | Armando Pantanelli     |
| 23 | Italia (bandiera)   | D     | Daniele Portanova      |
| 23 | Italia (bandiera)   | A     | Giovanni Pisano        |
| 24 | Italia (bandiera)   | C     | Carmelo Puglisi        |
| 24 | Italia (bandiera)   | A     | Alessandro Pellicori   |
| 25 | Bulgaria (bandiera) | A     | Petăr Žabov            |
| 26 | Italia (bandiera)   | C     | Domenico Toscano       |
| 26 | Italia (bandiera)   | C     | Marco Scarnato         |
| 27 | Italia (bandiera)   | C     | Pasquale Apa           |
| 28 | Italia (bandiera)   | D     | Fabio Di Sole          |
| 29 | Italia (bandiera)   | D     | Antonino Marcatti      |
| 30 | Italia (bandiera)   | D     | Alfonso Caruso         |
| 31 | Italia (bandiera)   | D     | Francesco Modesto      |
| 32 | Italia (bandiera)   | C     | Francesco Paonessa     |
| 33 | Italia (bandiera)   | D     | Silvio Vertullo        |
|    | Italia (bandiera)   | C     | Marco Giustiniano      |
|    | Italia (bandiera)   | C     | Francesco Perrotta     |

## Risultati

### Serie B

#### Girone di andata
| Arbitro: | Pin (Conegliano) |

|  |           |                |
|  | Marcatori | 30’ Dundjerski |

| Ravenna 5 settembre 1999 2ª giornata | Ravenna             | 0 – 0 | Cosenza | Stadio Bruno Benelli\| Arbitro: \| Strazzera (Trapani) \| |
| Arbitro:                             | Strazzera (Trapani) |       |         |                                                           |

| Arbitro: | Cassarà (Palermo) |

|                     |           |               |
| Apa 19’ Guzzo 90+1’ | Marcatori | 45+1’ Ambrosi |

| Arbitro: | Fausti (Milano) |

|           |           |              |
| Baldi 58’ | Marcatori | 76’ D'Aversa |

| Arbitro: | Messina (Bergamo) |

|              |           |                                |
| Biagioni 75’ | Marcatori | 51’ C. Esposito 77’ Vergassola |

| Arbitro: | Gabriele (Frosinone) |

|                             |           |                |
| Ghirardello 44’, 65’ (rig.) | Marcatori | 18’, 24’ Tatti |

| Arbitro: | Fausti (Milano) |

|                             |           |  |
| Iv. Franceschini 49’ (aut.) | Marcatori |  |

| Arbitro: | Branzoni (Pavia) |

|                                       |           |  |
| Comandini 64’ (rig.) Luiso 72’ (rig.) | Marcatori |  |

| Cosenza 29 ottobre 1999 9ª giornata | Cosenza          | 0 – 0 | Empoli | Stadio San Vito\| Arbitro: \| Pin (Conegliano) \| |
| Arbitro:                            | Pin (Conegliano) |       |        |                                                   |

| Bergamo 7 novembre 1999 10ª giornata | Alzano Virescit   | 0 – 0 | Cosenza | Stadio Atleti Azzurri d'Italia\| Arbitro: \| Saccani (Mantova) \| |
| Arbitro:                             | Saccani (Mantova) |       |         |                                                                   |

| Arbitro: | Fausti (Milano) |

|              |           |           |
| D'Aversa 36’ | Marcatori | 6’ Fabris |

| Arbitro: | Guiducci (Arezzo) |

|                             |           |                  |
| L. Beghetto 49’, 71’ (rig.) | Marcatori | 27’ (rig.) Tatti |

| Arbitro: | Bertini (Arezzo) |

|                |           |  |
| Gioacchini 57’ | Marcatori |  |

| Cosenza 5 dicembre 1999 14ª giornata | Cosenza              | 0 – 0 | Salernitana | Stadio San Vito\| Arbitro: \| Gabriele (Frosinone) \| |
| Arbitro:                             | Gabriele (Frosinone) |       |             |                                                       |

| Arbitro: | Farina (Novi Ligure) |

|             |           |            |
| Rachini 41’ | Marcatori | 12’ Zhabov |

| Arbitro: | Soffritti (Ferrara) |

|                             |           |  |
| Zhabov 17’ Tatti 77’, 90+3’ | Marcatori |  |

| Arbitro: | Saccani (Mantova) |

|           |           |            |
| Corini 1’ | Marcatori | 29’ Zhabov |

| Arbitro: | Strazzera (Trapani) |

|             |           |  |
| Imbriani 7’ | Marcatori |  |

| Arbitro: | Castellani (Verona) |

|  |           |                  |
|  | Marcatori | 81’ De Francesco |

#### Girone di ritorno
| Arbitro: | Guiducci (Arezzo) |

|              |           |              |
| Caniggia 18’ | Marcatori | 80’ Biagioni |

| Arbitro: | Cesari (Genova) |

|            |           |                                  |
| Zhabov 39’ | Marcatori | 48’, 86’ (rig.) Grabbi 57’ Ortiz |

| Monza 13 febbraio 2000 22ª giornata | Monza               | 0 – 0 | Cosenza | Stadio Brianteo\| Arbitro: \| Strazzera (Trapani) \| |
| Arbitro:                            | Strazzera (Trapani) |       |         |                                                      |

| Arbitro: | Bonfrisco (Monza) |

|                  |           |           |
| De Francesco 56’ | Marcatori | 36’ Sullo |

| Arbitro: | Branzoni (Pavia) |

|                                 |           |  |
| Palmieri 29’ (rig.) Dionigi 73’ | Marcatori |  |

| Arbitro: | Fausti (Milano) |

|               |           |  |
| Silvestri 44’ | Marcatori |  |

| Arbitro: | Gabriele (Frosinone) |

|                              |           |            |
| Carparelli 66’ Ruotolo 90+2’ | Marcatori | 83’ Pisano |

| Arbitro: | Bonfrisco (Monza) |

|         |           |  |
| Apa 47’ | Marcatori |  |

| Arbitro: | Trentalange (Torino) |

|                                |           |                  |
| Saudati 5’, 23’ Cappellini 33’ | Marcatori | 38’, 86’ Malusci |

| Arbitro: | Serena (Bassano del Grappa) |

|             |           |  |
| Malusci 65’ | Marcatori |  |

| Arbitro: | Guiducci (Arezzo) |

|                                |           |  |
| Borgobello 9’, 76’ Miccoli 30’ | Marcatori |  |

| Arbitro: | Soffritti (Ferrara) |

|            |           |                 |
| Pisano 13’ | Marcatori | 29’ L. Beghetto |

| Arbitro: | Cassarà (Palermo) |

|              |           |  |
| Galletti 84’ | Marcatori |  |

| Arbitro: | Pirrone (Messina) |

|                                                      |           |           |
| Di Michele 61’ (rig.), 68’ De Cesare 79’ Guidoni 87’ | Marcatori | 53’ Tatti |

| Arbitro: | Guiducci (Arezzo) |

|            |           |  |
| Pisano 58’ | Marcatori |  |

| Arbitro: | Messina (Bergamo) |

|              |           |  |
| Bellotto 14’ | Marcatori |  |

| Arbitro: | Trentalange (Torino) |

|                    |           |  |
| Apa 24’ Riccio 43’ | Marcatori |  |

| Arbitro: | Racalbuto (Gallarate) |

|                                |           |                                         |
| Campolonghi 64’, 73’ Taldo 67’ | Marcatori | 47’ Malusci 58’ Pisano 71’ De Francesco |

| Arbitro: | Preschern (Mestre) |

|                                   |           |                 |
| De Francesco 25’ (rig.) Colle 87’ | Marcatori | 13’, 24’ Hubner |

### Coppa Italia

#### Turno preliminare - Girone 5
| Arbitro: | Pellegrino (Barcellona Pozzo di Gotto) |

|  |           |             |
|  | Marcatori | 90+3’ Campo |

| Arbitro: | Fausti (Milano) |

|                         |           |        |
| Toni 35’ Bortoluzzi 60’ | Marcatori | 5’ Apa |

| Arbitro: | Bertini (Arezzo) |

|  |           |                  |
|  | Marcatori | 43’ (rig.) Tatti |

| Arbitro: | Gabriele (Frosinone) |

|           |           |                |
| Marra 73’ | Marcatori | 15’ Costantino |

| Arbitro: | Strazzera (Trapani) |

|            |           |  |
| Kallon 51’ | Marcatori |  |

| Arbitro: | P. Rossi (Ciampino) |

|  |           |             |
|  | Marcatori | 82’ Crovari |